# Slasher Flicks
Slasher Flicks, celým jménem Avey Tare's Slasher Flicks, je americká alternativní rocková skupina. Vznikla v roce 2013 a jejími členy jsou Avey Tare (člen Animal Collective), Angel Deradoorian (dřívější členka Dirty Projectors) a bubeník Jeremy Hyman (dřívější člen Ponytail). Své debutové album skupiny vydala v roce 2014; neslo název Enter the Slasher House a vydalo jej hudební vydavatelství Domino Records.

## Diskografie
- Enter the Slasher House (2014)